# Volvo C40
La Volvo EC40 è un'autovettura prodotta dalla casa automobilistica svedese Volvo a partire dal 2021.

## Descrizione

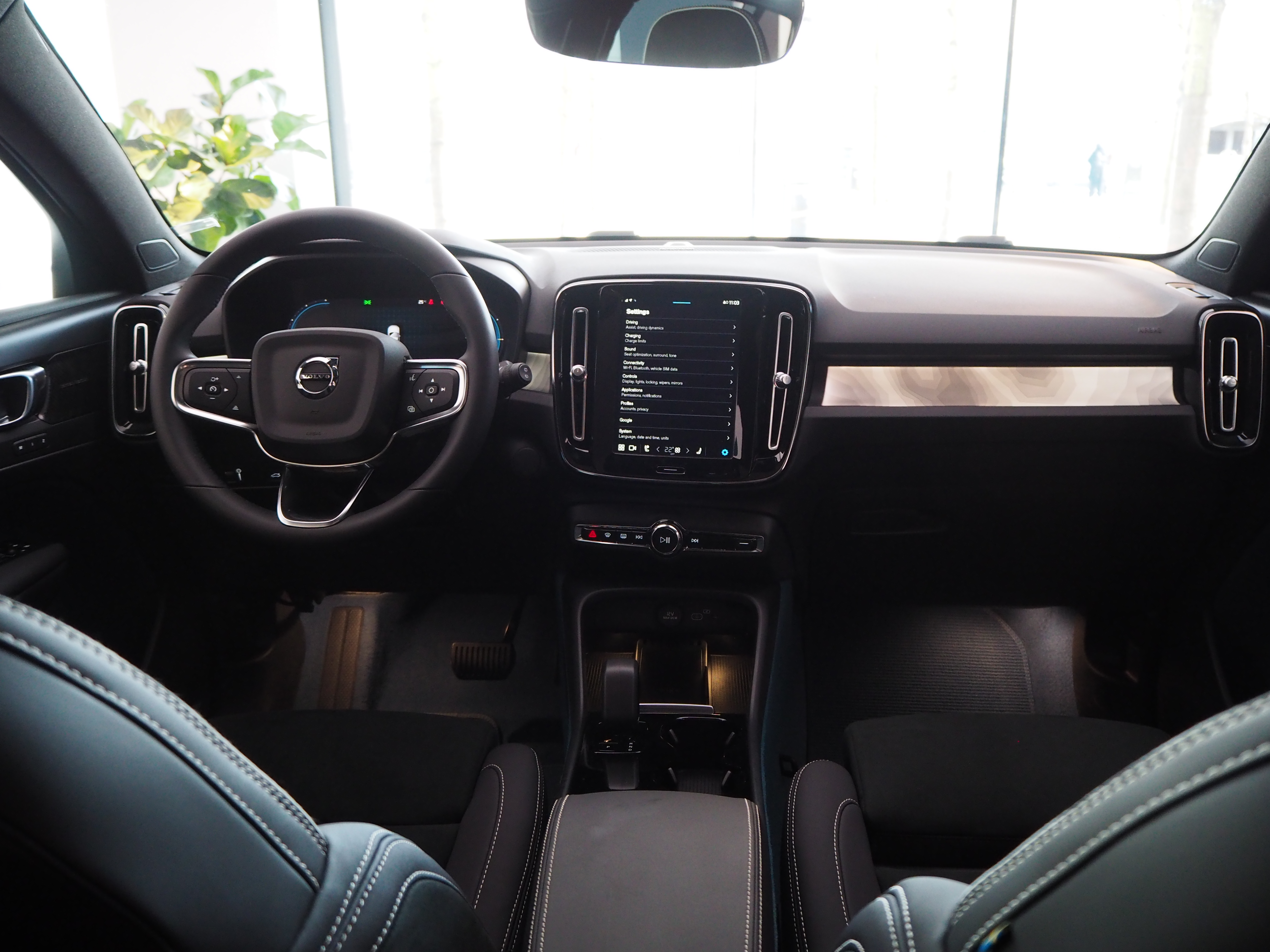
Interni

Prima vettura totalmente elettrica del costruttore scandinavo, è stata presentata in un evento aperta solo alla stampa di settore il 2 marzo 2021.
La EC40 condivide alcune componenti della parte frontale, come i fanali, e alcune componenti della carrozzeria, come le porte anteriori, con la XC40. La vettura, che viene realizzata nello stabilimento belga di Gand, va a sostituire la V40 e viene venduta solo attraverso il sito internet della Volvo.
La EC40 è un crossover SUV compatto con carrozzeria fastback-coupé a 5 porte, realizzato su di un telaio monoscocca in acciaio derivato dalla Piattaforma CMA. Viene alimentata da un pacco batterie agli ioni di litio da 78 kWh, che trasferisce l'energia a 2 motori elettrici sincroni a magneti permanenti posti uno sull'asse anteriore e l'antro su quello posteriore, che sviluppano in totale circa 400 CV. Autonomia dichiarata secondo il ciclo WLTP è di circa 420 km, mentre l'accelerazione nello 0 a 100 km/h viene coperta in 4,9 secondi, con una velocità massima limitata elettronicamente di 180 km/h.